# أوسكار غارسيا (دراج)
أوسكار غارسيا (بالإسبانية: Oscar García) هو دراج أرجنتيني، ولد في 13 سبتمبر 1941.

## وصلات خارجية
- أوسكار غارسيا على موقع إحصائيات الدراجات الإحترافية (الإنجليزية)
- أوسكار غارسيا على موقع أوليمبيديا (الإنجليزية)